# Cattedrale di León
La cattedrale di León, in Spagna, è la principale chiesa della diocesi di León.
La cattedrale è il capolavoro del gotico maturo in Spagna ed è ispirata alle grandi cattedrali francesi; è detta la "Pulchra leonina" per la sua bellezza e la sua "fragilità". Si trova lungo il "Cammino di Santiago".

## Storia e descrizione

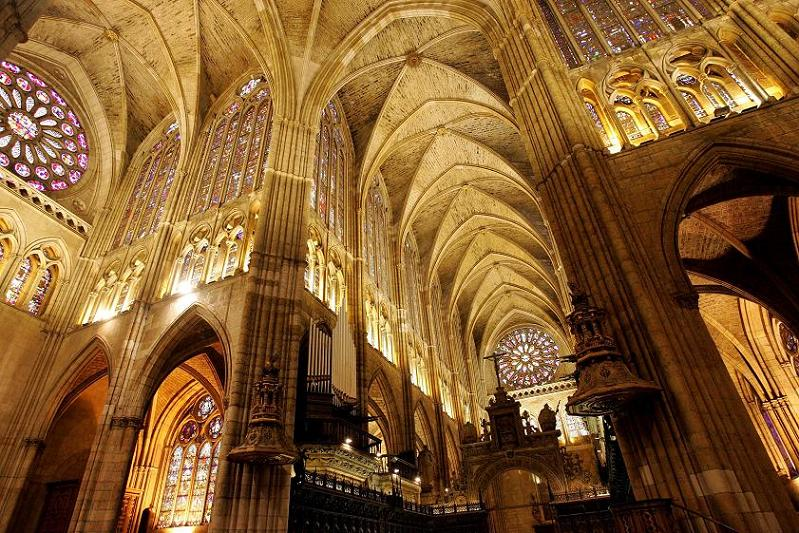
Interno della cattedrale

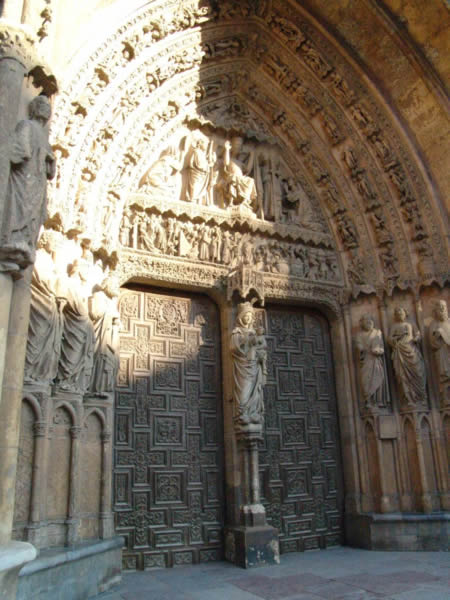
Portale della Vergine bianca o del Giudizio finale

Iniziata nel 1205 da Juan de Badajoz il Vecchio, sotto il regno di Alfonso IX di León (re di León, re di Galizia, re consorte di Castiglia e re consorte di Toledo), fu terminata due secoli più tardi e da allora è rimasta inalterata.
La facciata, chiusa da due possenti torri di altezza diversa (a destra in stile gotico fiorito) ha una galleria di bifore sormontata da un rosone e dalla cuspide. In basso tre bellissimi portali, uno differente dall'altro, sono separati da piccole arcate. Al centro la porta di Nostra Signora Bianca, con la statua della Vergine come pilastro centrale, di santi nei piedritti, di angeli negli archivolti e il Giudizio finale nel timpano. A destra è la porta di San Francesco a sinistra quella di San Giovanni, con una Dormizione e incoronazione della Vergine Maria e scene della Natività nei timpani.
Il lato destro della cattedrale rivela un magnifico insieme di contrafforti, archi rampanti e finestroni. La testata del transetto presenta un corpo centrale simile alla facciata e tre portali, con belle statue nei piedritti del portale mediano.
Bellissima la parte absidale, in parte plateresca, con cappelle poligonali aggettanti.
Sono presenti diverse sculture di Alejandro Carnicero.
Nel mese di maggio 1966 (più precisamente la sera del 30) venne devastata da un incendio, nella parte alta della navata centrale.